# Maria Nikolajeva
Maria Nikolajeva, född 16 maj 1952 i Moskva i Sovjetunionen, är en svensk litteraturvetare och professor.

## Biografi
Maria Nikolajeva flyttade till Sverige 1981. Sin uppväxt i Sovjetunionen har hon beskrivit 2010 i den självbiografiska boken Om hur jag växte upp under diktaturen. 1988 disputerade hon med en avhandling om barnlitteratur. Mellan 1999 och 2008 var hon professor i litteraturvetenskap vid Stockholms universitet. 
Nikolajeva har i sin forskning intresserat sig för barnlitteratur och hennes bok Barnbokens byggklossar utkom 2017 i en tredje upplaga. Hon var 2008–2020 professor i barnlitteratur vid Cambridge University.
Hon har en betydande vetenskaplig publicering (2019) med ett h-index på 29 enligt Google Scholar, det vill säga hon är medförfattare till minst 29 artiklar som vardera citerats minst 29 gånger.
Maria Nikolajeva är mor till journalisten Julia Skott.